# Platysoma asiaticum
Platysoma asiaticum är en skalbaggsart som beskrevs av Lewis 1892. Platysoma asiaticum ingår i släktet Platysoma och familjen stumpbaggar. Inga underarter finns listade i Catalogue of Life.